# Lenny Kuhr
Lenny Kuhr (Eindhoven, Hollandia, 1950. február 22. –) holland énekesnő.

## Pályafutása
1967-ben kezdődött zenei pályafutása, francia sanzonokat énekelt. 1969-ben részt vett az Eurovíziós Dalfesztiválon és De Troubadour című dalával a négy győztes egyike volt.
Ezt követően Franciaországban volt sikeres, Jesus Christo című dalával vezette a francia slágerlistát és Georges Brassens műsoraiban lépett fel. 1980-ban a francia Les Poppys gyermekkórussal közös Visite című dala hazájában is meghozta számára a sikert.
1982-ben ő volt Nationaal Songfestival, azaz a dalfesztivál holland nemzeti döntőjének a műsorvezetője.

## Diszkográfia
- 1969: De troubadour
- 1971: De zomer achterna
- 1972: Les enfants
- 1972: De wereld waar ik van droom
- 1974: God laat ons vrij
- 1975: 'n Avondje Amsterdam
- 1976: 'n Dag als vandaag
- 1980: Dromentrein
- 1981: Avonturen
- 1982: Oog in oog
- 1983: De beste van Lenny Kuhr
- 1986: Quo vadis
- 1990: Het beste van Lenny Kuhr
- 1990: De blauwe nacht
- 1992: Heilig vuur
- 1994: Altijd heimwee
- 1997: Gebroken stenen
- 1997: Stemmen in de nacht
- 1998: De troubadour
- 1999: Oeverloze liefde
- 2000: Visite
- 2001: Fadista
- 2004: Op de grens van jou en mij
- 2005: Panta Rhei

## Külső hivatkozások
- Lenny Kuhr az Internet Movie Database oldalain
- Hivatalos honlap (holland nyelven)